# 第9回東京優駿競走
第9回東京優駿競走（だい9かいとうきょうゆうしゅんきょうそう）は、1940年6月2日に東京競馬場で施行された競馬の競走である。末吉清騎乗のイエリユウが同競走史上初のハナ差接戦を制して優勝した。4着以下の判定では誤審問題が発生している。

## レース施行時の状況
皐月賞を勝利したプライオリーパーク産駒のウアルドマインが1番人気に支持された。これに続いて、せり市で4万円の破格値が付けられたテツザクラ、社台牧場産馬エステイツ、皐月賞2着馬テツキヤク、下総御料牧場産馬イエリユウなどが注目された。第8回東京優駿競走で新種牡馬レイモンドの産駒リツチモンドが好走したことから、新進種牡馬の産駒が注目された。初種牡馬の産駒としてはプリメロの初年度産駒ミナミが出走している。
この回は日本ダービー史において「ひとつの節目」とも評されている。まず条件面では、負担重量が牡馬57キログラム、牝馬55.5キログラムに設定された。賞典面では、付加賞金の配分が1着70パーセント、2着20パーセント、3着10パーセントの比率に設定された。そのほか、副賞の金杯料が賞金に改められ、1着500円の調教師賞が設けられ、騎手賞は賞品が1着500円に変更された。生産者賞は3着までであったのが1着のみの1000円となり、優勝カップも廃された。特別出馬登録はもともと3回であったのが、出馬申し込み各30円の2回、特別出馬登録第1回40円、第2回100円の2回という内容に変更された。

## 出走馬と枠順
- 1940年6月2日[3]
- 天気：晴、馬場状態：重[3]

| 馬番 | 人気 | 競走馬名       | 性齢 | 騎手       | 調教師     |
| ---- | ---- | -------------- | ---- | ---------- | ---------- |
| 1    | 5    | ルーネラ       | 牝3  | 近藤貞男   | 青池良佐   |
| 2    | 17   | メイプリーズ   | 牝3  | 中口儀一郎 | 田中泰成   |
| 3    | 8    | ミスコウア     | 牝3  | 小西喜蔵   | 田中和一郎 |
| 4    | 13   | ブーム         | 牡3  | 渡辺正人   | 中村一雄   |
| 5    | 3    | エステイツ     | 牡3  | 保田隆芳   | 尾形景造   |
| 6    | 18   | イエトモ       | 牡3  | 堀尾健一   | 青池良佐   |
| 7    | 16   | ホウカツピータ | 牡3  | 本田昌雄   | 稗田虎伊   |
| 8    | 1    | ウアルドマイン | 牡3  | 野平省三   | 野平省三   |
| 9    | 14   | イエハマ       | 牝3  | 二本柳俊夫 | 中村一雄   |
| 10   | 10   | タイレイ       | 牝3  | 中村広     | 尾形景造   |
| 11   | 11   | アデレイド     | 牝3  | 杉浦照     | 杉浦照     |
| 12   | 7    | キミタカ       | 牡3  | 阿部正太郎 | 田中和一郎 |
| 13   | 19   | ホタカダケ     | 牡3  | 千倉政雄   | 千倉政雄   |
| 14   | 6    | テツキヤク     | 牡3  | 仲住達弥   | 稲葉秀男   |
| 15   | 20   | タンダイ       | 牡3  | 田中康三   | 尾形景造   |
| 16   | 15   | トミアキ       | 牡3  | 加藤朝治郎 | 加藤朝治郎 |
| 17   | 22   | ハイクレーン   | 牡3  | 岩下密政   | 田中和一郎 |
| 18   | 4    | イエリユウ     | 牡3  | 末吉清     | 石門虎吉   |
| 19   | 9    | ミナミ         | 牡3  | 高木良三   | 高木良三   |
| 20   | 24   | ハラミ         | 牡3  | 高橋伊三郎 | 高橋伊三郎 |
| 21   | 23   | ダイユートピア | 牡3  | 法理六太郎 | 法理六太郎 |
| 22   | 12   | イサムトロフヰ | 牡3  | 佐藤勇     | 増本勇     |
| 23   | 2    | テツザクラ     | 牡3  | 伊藤勝吉   | 伊藤勝吉   |
| 24   | 21   | アフリカンダー | 牡3  | 二本柳俊平 | 二本柳省三 |

## 当日の競馬場模様
快晴の天候と高まり続けるダービー人気のために、計5万6507人のファンが東京競馬場へ集まり、競馬場の入場記録を更新した。

## 競走結果
発馬からイサムトロフヰが先手を取り、向こう正面に差し掛かるとルーネラがこれに代わった。3コーナーでイエリユウは5番手まで位置を押し上げ、直線では仕掛けたが、これに対してミナミとブームが馬体を寄せて大接戦を演じた。坂を上ってイエリユウとミナミは最後まで脚色が互角のまま入線したが、ハナ差だけイエリユウが先着していた。ハナ差の決着は同競走史上初のもので、さらに2着以下も7着までが接戦であった。カブトヤマ産駒のブームが3着に入ったことは、ダイオライトやステーツマンなどの外国産種牡馬が送り出した産駒に対する健闘とされる。
1940年当時の着順は3人の着順審判員の目視によって判定されていたが、それに従って当初発表された確定着順では、「キミタカ4着、メイプリーズ5着、テツザクラ6着」とされた。最下位で入線したはずのキミタカの阿部正太郎騎手がこの誤りをアピールし、再調査が施されると、着順はキミタカ24着、メイプリーズ16着、テツザクラ4着という正しいものに修正された。この誤審問題は、注意すべきこととして各競馬場長に通知されている。

### 競走着順
| 着順 | 競走馬名       | タイム      | 着差  |
| ---- | -------------- | ----------- | ----- |
| 1    | イエリユウ     | 2分34秒+2⁄5 |       |
| 2    | ミナミ         |             | ハナ  |
| 3    | ブーム         |             | 1⁄2   |
| 4    | テツザクラ     |             | 1+1⁄2 |
| 5    | イサムトロフヰ |             | クビ  |
| 6    | ミスコウア     |             | 3⁄4   |
| 7    | アデレイド     |             | 1⁄2   |
| 8    | イエハマ       |             |       |
| 9    | ルーネラ       |             |       |
| 10   | エステイツ     |             |       |
| 11   | タンダイ       |             |       |
| 12   | ハイクレーン   |             |       |
| 13   | イエトモ       |             |       |
| 14   | ホウカツピータ |             |       |
| 15   | ウアルドマイン |             |       |
| 16   | メイプリーズ   |             |       |
| 17   | テツキヤク     |             |       |
| 18   | アフリカンダー |             |       |
| 19   | ホタカダケ     |             |       |
| 20   | トミアキ       |             |       |
| 21   | タイレイ       |             |       |
| 22   | ハラミ         |             |       |
| 23   | ダイユートピア |             |       |
| 24   | キミタカ       |             |       |